# Артаніш
Артаніш (вірм. Արտանիշ) — село в марзі Гегаркунік, на сході Вірменії. Село розташоване на березі затоки Артундж озера Севан, на південний схід від міста Чамбарак та на північний захід від міста Варденіс. Через село проходить траса Єреван — Варденіс та залізниця Єреван — Раздан — Сотк.
На пагорбі, розташованому на захід знаходяться руїни циклопічних фортець, а поруч церква і кладовище.